# Paul Allen
Paul Gardner Allen (Seattle, 21 de enero de 1953-Seattle, 15 de octubre de 2018) fue un empresario, magnate de negocios, inversor y filántropo estadounidense. Junto con su amigo de la infancia Bill Gates fue fundador de la empresa Microsoft en 1975.

## Biografía

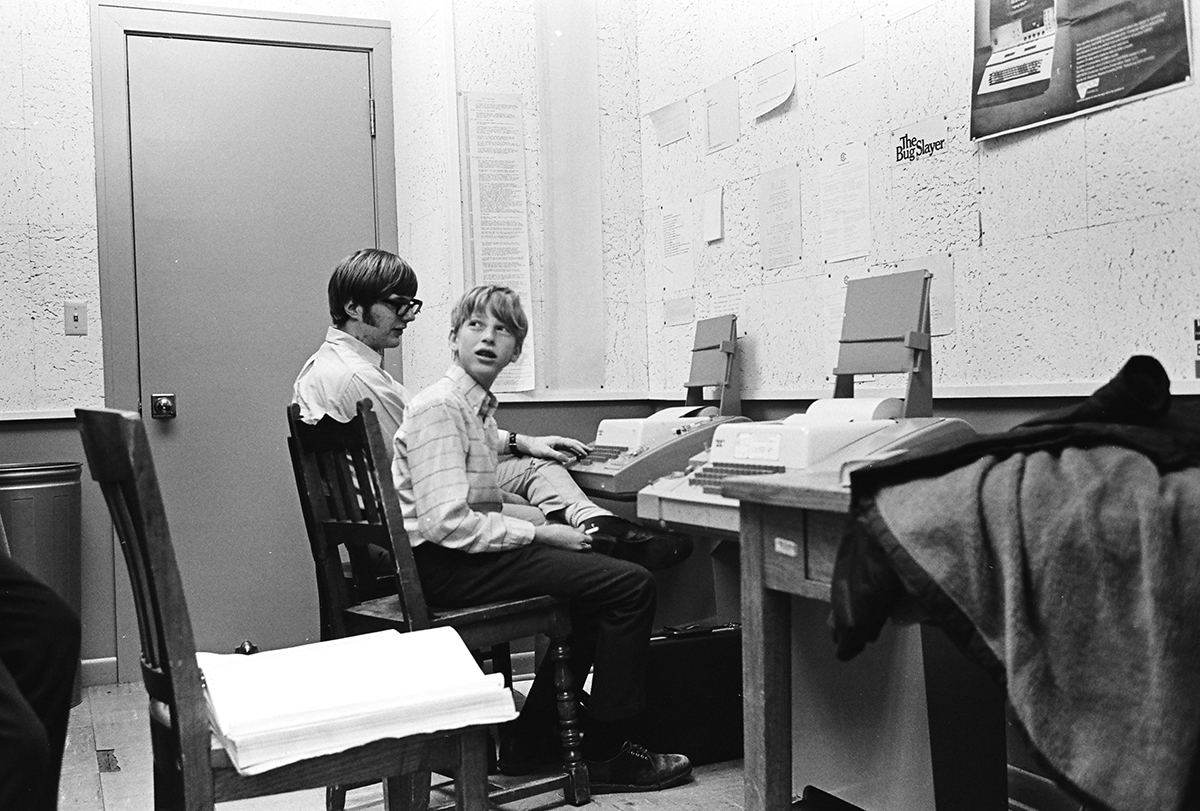
Allen (izquierda) junto a Bill Gates en Lakeside School, 1970

Asistió a la Lakeside School, una escuela privada ubicada en Seattle, y se hizo amigo de Bill Gates, quien era tres años más joven y compartió un entusiasmo común por los ordenadores.
Desde los 14 años empezó a ser un gran entusiasta de los ordenadores. Allen fue a la Universidad Estatal de Washington, aunque la dejó a los dos años para dedicarse, junto con Bill Gates, a escribir software comercial para los nuevos ordenadores personales.
Fundaron Microsoft (inicialmente "Micro-Soft", el guion fue eliminado un año más tarde) en Albuquerque, Nuevo México, en 1975, y empezaron vendiendo un intérprete del lenguaje BASIC. Allen formó parte decisiva en un trato de Microsoft para comprar un sistema operativo llamado QDOS por 50 000 dólares. De esta forma, Microsoft pudo cumplir con su contrato para suministrar el sistema operativo para los nuevos PC de IBM. Fue el principio de un notable y constante crecimiento para la nueva compañía exitosa.
Allen se vio obligado a renunciar a Microsoft en 1983 después de haberle sido diagnosticada la enfermedad de Hodgkin, la cual superó después de muchos meses de tratamiento de radioterapia y un trasplante SDF de médula ósea.
Volvió a Microsoft en 1990, cuando Bill ya se había convertido en la persona más rica del mundo. Entró en la compañía ocupando una posición directiva, y ese mismo año creó Vulcan Ventures, un fondo de capital de riesgo especializado en servicios de cable y banda ancha. Paul Allen participó en más de 140 compañías, entre las que destacan Priceline, Dreamworks, GoNet, Oxygen y Metricom.
Entre sus costosos pasatiempos, Allen era fanático del deporte, por lo que pagó 70 millones de dólares americanos en 1988 por el equipo de la NBA Portland Trail Blazers,y 200 millones por los Seattle Seahawks (los cuales ganaron el Super Bowl en 2014). Fue uno de los dueños minoritarios del equipo de la Major League Soccer, los Seattle Sounders FC. También fue un amante de la música, en concreto del Rock and Roll. Tocaba la guitarra, tuvo un estudio de grabación profesional en su casa y financió el Museo Experience Music Project y el Salón de la Fama de la Ciencia Ficción en Seattle. Era aficionado a la búsqueda de vida extraterrestre, y fundó varias organizaciones caritativas.
A principios de septiembre de 2000, Paul Allen decidió abandonar Microsoft y todos los cargos que ocupaba. En un emotivo comunicado, firmado por el propio Bill Gates, se reconocía la contribución de Allen al éxito de la compañía. En el futuro ejercería como consejero estratégico. Ese año, vendió 68 millones de acciones, pero al morir todavía poseía 138 millones, lo cual constituía la mayor parte de su riqueza.

## Muerte
Paul Allen falleció en Seattle el 15 de octubre de 2018, debido a la enfermedad que le aquejaba desde 1983.

## Filantropía

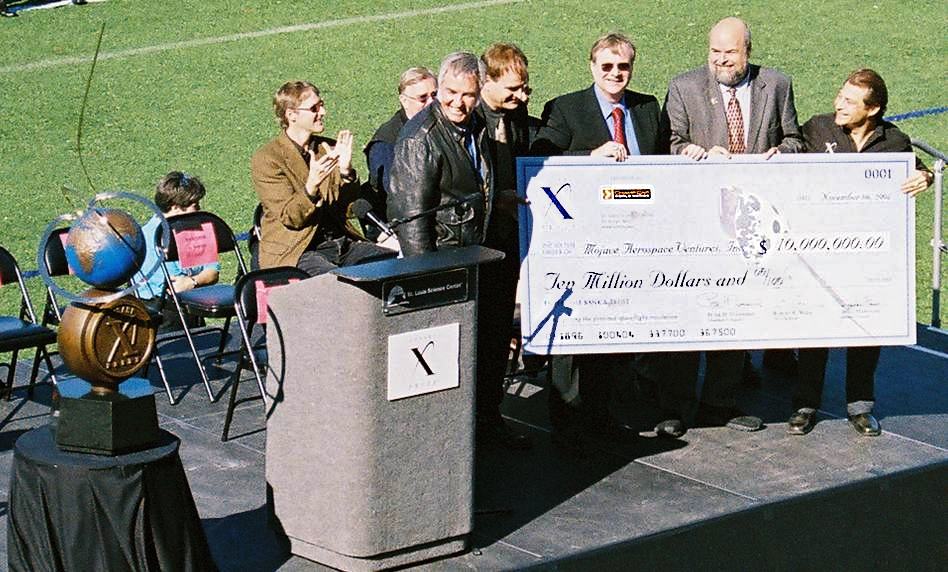
Paul Allen entregando el premio Ansari-X.

Gran parte de la filantropía de Paul Allen ha sido destinada a temas relacionados con servicios humanos y de salud, el avance de la ciencia y la tecnología. En 1986 fue establecida la Paul G. Allen Family Foundation con el fin de administrar sus obras de caridad. Anualmente, Allen conseguía 30 millones de dólares para su fundación. Aproximadamente el 75 % del dinero de la fundación es destinado a varias ONG de Seattle y del estado de Washington. El 25 % es distribuido en Portland, Oregón y otras ciudades del Pacífico noroeste.
Una de las instituciones a las que más dinero donó Allen es la Universidad de Washington. En los años 80, aportó casi 18 millones de dólares para la construcción de una nueva biblioteca con el nombre de su padre, Kenneth S. Allen. En 2003, donó 5 millones de dólares para establecer el centro de artes visuales Faye G. Allen, en honor a su madre. En 2004 fue completado el Centro para la Ciencia y la Ingeniería de la Computación Paul G. Allen, al que donó la suma de 14 millones de dólares, siendo quien más contribuyó en tal proyecto. Por muchos años colaboró con la Escuela de Medicina de la Universidad de Washington, a la que donó 3,2 millones de dólares.
Paul Allen, que recibió tratamiento para el linfoma no-Hodgkin, declaró que cuando muriese la mayor parte de su fortuna sería donada a la filantropía. La “fortuna” de Allen al fallecer se estimaba en 17 500 millones de dólares.
Allen siguió los pasos de su excompañero Bill Gates y el multimillonario inversionista Warren Buffett, quienes han dedicado la gran mayoría de su riqueza a obras de caridad. 

## Inversor de riesgo
Allen estuvo en el número 51 en el listado de personas más ricas del mundo que elabora la revista Forbes. Allen, cofundador de Microsoft con Bill Gates en 1975, renunció como director en 1983, cuando venció en su primer combate con el cáncer.
En octubre de 2004 Allen confirmó que él era el único inversor detrás del proyecto de la nave espacial comercial suborbital SpaceShipOne de la empresa Scaled Composites de Burt Rutan. SpaceShipOne alcanzó una altitud de 115 090 m y fue el primer esfuerzo de financiación privada de éxito al poner a un civil en el espacio suborbital. Ganó el Premio Ansari X y recibió 10 millones de dólares.
El 13 de diciembre de 2011, Allen anunció la creación de sistemas Stratolaunch. Este es un sistema de lanzamiento orbital consistente en un avión de reacción con seis motores y fuselaje doble, capaz de transportar un cohete a gran altura; el cohete entonces se separa de su aeronave de transporte y con sus propios motores completa su ascenso a la órbita terrestre. De tener éxito, este proyecto sería el primer sistema de transporte espacial totalmente financiado con fondos privados. Luego de su muerte, en enero de 2019 se anunció que el proyecto se cancela.
Allen Vulcan Real Estate es un desarrollador clave e inversor en el desarrollo del barrio South Lake Union de Seattle, zona para investigación en biotecnología y comunidad de uso mixto. Allen era también el mayor propietario privado en South Lake Union y propietario de casi 240 000 m² en la zona.
Su compañía de posesiones tiene una capacidad de desarrollo de más de 930 000 m² de nuevo espacio de investigación de viviendas, oficinas, locales comerciales y la biotecnología. La urbanización Unión Lago Sur representa uno de los mayores proyectos de revitalización urbana en el país. Allen realizó inversiones estimadas en EE. UU. de unos 200 millones de dólares a partir de 2005, y promovió la financiación del tranvía de la línea de Seattle, conocido como South Lake Union tranvía, que va desde Seattle Westlake Center hasta el extremo sur del Lago Union.
El tranvía es una asociación pública y privada posible gracias a un Distrito de Mejoramiento local (LID) con el apoyo de las empresas y los residentes a lo largo de la línea; que comenzó a funcionar oficialmente el 12 de diciembre de 2006.
En 2012, The Wall Street Journal llamó a la inversión South Lake Union de Allen como "inesperadamente lucrativa" y que llevó a la firma a vender unos 170 000 m² en complejos de oficinas a Amazon.com por la suma de 1160 millones de dólares, una de las ventas de oficinas de mayor monto en Seattle.

## Búsqueda del Musashi
En marzo de 2015, Paul Allen afirmó haber descubierto los restos del acorazado con mayor potencia de fuego de la Historia, un navío japonés hundido en 1944 en la Segunda Guerra Mundial por la Marina estadounidense frente a las costas filipinas. El multimillonario subió fotos y videos a Internet de supuestas partes del "Musashi", detectado por un robot a bordo del "Octopus", el yate de Allen consagrado a la exploración y la investigación científica.
Los restos de la nave reposan a una profundidad de casi dos kilómetros en el mar de Sibuyán, en el centro del archipiélago filipino, escenario de una de las grandes batallas navales de la guerra del Pacífico en 1944. "Descanse en paz la tripulación del Musashi, se perdieron 1023 vidas", en el bombardeo del navío llevado a cabo por unidades de los Estados Unidos el 24 de octubre de 1944, dijo Allen en Twitter.
El acorazado, que como todos los navíos mayores de la Armada Imperial Japonesa llevaba el crisantemo del sello imperial nipón en la proa, estaba equipado con nueve cañones de 460 mm, la mayor potencia de fuego jamás dispuesta en un navío de guerra por un cañón convencional. Su navío gemelo, el "Yamato", naufragó en 1945 en la batalla de Okinawa.
El descubrimiento se produjo tras una búsqueda de ocho años, apoyada a nivel documental por cuatro países y usando 'tecnología avanzada' para sondear el lecho marino, explicó Allen en un comunicado en su página web.  Coincidentemente, los restos del Musashi están dispuestos de manera bastante similar a los de su gemelo, el Yamato.
Manolo Quezon, subsecretario de comunicaciones de la presidencia filipina y prominente historiador, aseguró que, de verificarse su autenticidad, se trataría de un descubrimiento histórico 'mayor'. "Sería como encontrar el Titanic, por el estatus del barco y su interés", explicó.
El "Musashi" formaba parte del trío de supernaves construidas por los japoneses durante el conflicto que, con sus 263 metros de eslora, son los mayores, más blindados y más poderosos buques de guerra jamás construidos. Los aviones de combate estadounidenses hundieron el "Musashi" durante la batalla de Leyte, considerada como la mayor batalla naval de la guerra, en la que Japón fue derrotado por las fuerzas norteamericanas y australianas. El Musashi fue encontrado en el fondo de una ladera abisal de 1900 m de profundidad,  el pecio fue confirmado por expertos japoneses.
Decenas de barcos nipones que se hundieron en los años del conflicto han sido encontrados posteriormente en las aguas de Filipinas y muchos se han convertido en populares puntos turísticos para los buceadores.
"Desde mi juventud me ha fascinado la historia de la Segunda Guerra Mundial, inspirado por el servicio que prestó mi padre en el Ejército de los Estados Unidos" "Es un honor formar parte del descubrimiento de un barco clave en la historia naval y honrar la memoria de los hombres que con increíble valentía sirvieron a bordo", afirmó Allen.

## Riqueza
Paul Allen regularmente aparecía en la lista Forbes de las personas más ricas del mundo, encabezada en 2009 por Bill Gates, mientras que Allen al momento de fallecer tenía 17 500 millones de dólares. 5000 de esos millones constituidos por sus acciones en Microsoft.